# Дзьвежхно
Дзьвежхно (пол. Dźwierzchno, нім. Kaisertreu) — село в Польщі, у гміні Злотники-Куявські Іновроцлавського повіту Куявсько-Поморського воєводства.
Населення — 95 осіб (2011).
У 1975-1998 роках село належало до Бидгощського воєводства.

## Демографія
Демографічна структура станом на 31 березня 2011 року:
|          | Загалом | Допрацездатний вік | Працездатний вік | Постпрацездатний вік |
| -------- | ------- | ------------------ | ---------------- | -------------------- |
| Чоловіки | 49      | 12                 | 33               | 4                    |
| Жінки    | 46      | 5                  | 38               | 3                    |
| Разом    | 95      | 17                 | 71               | 7                    |